# Villa del Campo, Mexiko
Villa del Campo är en ort i Mexiko.   Den ligger i kommunen Tijuana och delstaten Baja California, i den nordvästra delen av landet, 2 300 km nordväst om huvudstaden Mexico City. Villa del Campo ligger 373 meter över havet och antalet invånare är 13 906.
Terrängen runt Villa del Campo är huvudsakligen kuperad, men den allra närmaste omgivningen är platt. Runt Villa del Campo är det ganska glesbefolkat, med 22 invånare per kvadratkilometer. Närmaste större samhälle är Tecate, 12,5 km nordost om Villa del Campo. Omgivningarna runt Villa del Campo är i huvudsak ett öppet busklandskap.